# Río Tarbashi
El río Tarbashi (en ruso: Тарбаши) es un río del Gran Cáucaso en el distrito de Karacháyevsk de la república de Karacháyevo-Cherkesia del sur de Rusia. Es un afluente del Teberdá, que desemboca en el río Kubán.

## Curso
El río nace en la estribaciones occidentales del monte Kolsu(3325 m), que le separa del valle del río Kirkol, afluente del Kol-Tiubiu. Su curso de 2 km desciende ladera abajo en dirección noroeste hasta llegar a la orilla derecha del Teberdá, en Vérjniaya Teberdá.